# 塚田清市
塚田清市(つかだ せいいち；1855年7月22日—1934年11月11日）日本陆军大佐，长期担任乃木希典的副官，战后出版了《乃木大将事迹》。

## 生平
1855年7月22日，塚田清市生于日本鸟取县，是鸟取藩士塚田久六的儿子，母亲名叫千代。塚田清市乳名三之助，后改为清市。
1871年塚田清市加入藩兵，担任守护宫城的任务，同年7月，母亲千代去世。12月，加入步兵第14连队。1876年晋升陆军军曹，并成为步兵第1连队小队长。
1877年参加西南战争，乃木希典第一次认识塚田清市。1878年，乃木希典担任步兵第1连队长，塚田清市成为乃木希典的部下，同年晋升陆军曹长。1886年7月，任近卫步兵第3连队小队长，12月，塚田清市与久保乾太的女儿つる子结婚。1887年，晋升陆军中尉，第二年任步兵第1连队副官，同时也成为了北白川宫能久亲王的副官。1890年，父亲塚田久六去世。
1892年，晋升陆军大尉，成为了乃木希典的副官。1894年与乃木希典一起参加甲午战争，在满洲各地作战。1895年，从满洲回到日本，成为第4师团的高级副官，第二年成为皇族御付武官，附属于伏见宫贞爱亲王。
1905年，参加日俄战争。之后接任在奉天会战中战死的吉冈友爱中佐的职务，成为第3军高级副官。1906年与乃木希典一起参加了战胜阅兵。因为塚田清市在日俄战争中立下的战功而升任步兵第5连队长，晋升陆军大佐。1909年与伏见宫贞爱亲王一起参加了光绪帝的葬礼，第二年到英国参加爱德华七世的葬礼，回国后退役。
1934年在自己家中去世，享年80岁，葬于真宗寺。